# Пэун, Йон
Йон Пэун (рум. Ion Păun, р.17 февраля 1951) — румынский борец греко-римского стиля, чемпион Европы, призёр чемпионатов мира.

## Биография
Родился в 1951 году в коммуне Дрэгану жудеца Арджеш. В 1972 году принял участие в Олимпийских играх в Мюнхене, но занял там лишь 6-е место. В 1973 году занял 4-е место на чемпионате мира. В 1974 году стал бронзовым призёром чемпионата Европы. В 1975 году стал 5-м на чемпионате мира и 8-м на чемпионате Европы. В 1976 году стал серебряным призёром чемпионата Европы, а также принял участие в Олимпийских играх в Монреале, но занял там лишь 5-е место. В 1977 году стал чемпионом Европы и бронзовым призёром чемпионата мира. В 1978 году стал серебряным призёром чемпионата Европы, а на чемпионате мира занял 11-е место. В 1979 году занял 11-е место на чемпионате Европы. В 1980 году стал бронзовым призёром чемпионата Европы, но на Олимпийских играх в Москве занял лишь 9-е место. В 1981 году занял 13-е место на чемпионате мира.